# Synagogue de Bevis Marks
Pour les articles homonymes, voir Bevis.
La synagogue de Bevis Marks, officiellement Qahal Kadosh Sha'ar ha-Shamayim (en hébreu : קָהָל קָדוֹשׁ שַׁעַר הַשָׁמַיִם, Sainte congrégation de la porte des cieux) est la synagogue la plus ancienne du Royaume-Uni toujours en activité. Elle se trouve rue Bevis Marks, dans la Cité de Londres.
La synagogue est bâtie en 1701 par la communauté Séfarade de Londres, juifs originaires d'Espagne et du Portugal. C'est un monument classé de Grade I. Elle est l'unique synagogue en Europe qui a eu des services réguliers pendant plus de 300 ans.

## Histoire
La synagogue est inaugurée en septembre 1701. Son décor intérieur reflète l'influence de la synagogue portugaise d'Amsterdam, elle-même construite en 1675. En 1738, le toit est détruit par un incendie. Il est reconstruit en 1749. Durant la seconde guerre mondiale, l'argenterie, les archives et les installations sont mis à l'abri des bombardements. La synagogue n'a subi que des dommages mineur du Blitz. Elle souffre des dommages collatéraux d'attaques terroristes de l'IRA à Londres, le 10 avril 1992 avec l'attentat du Baltic Exchange, et de nouveau en 1993 avec l'attentat de Bishopsgate, et est restaurée. L'essentiel de la structure originale du XVIIIe siècle subsiste aujourd'hui,,.

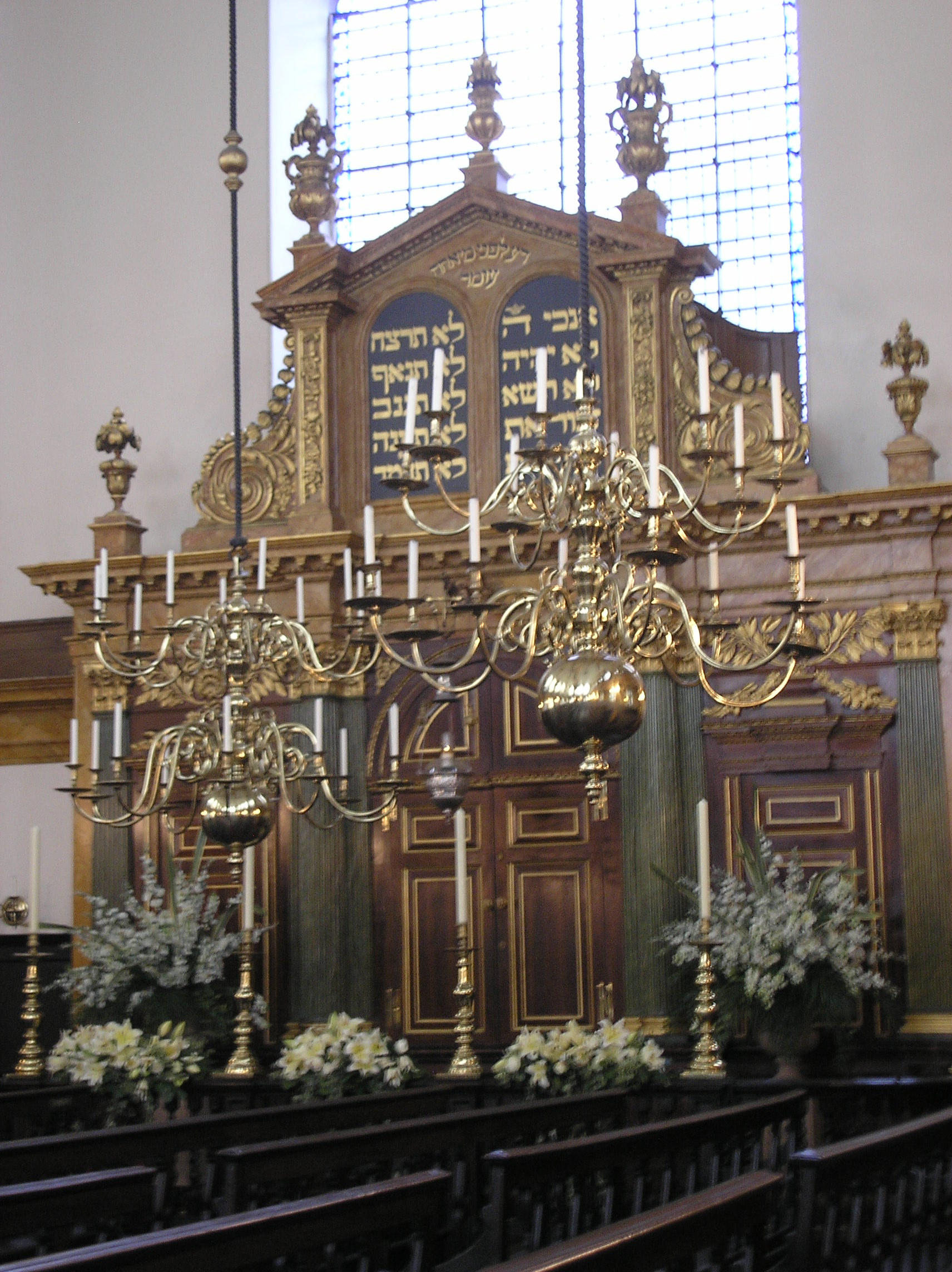
Arche sainte
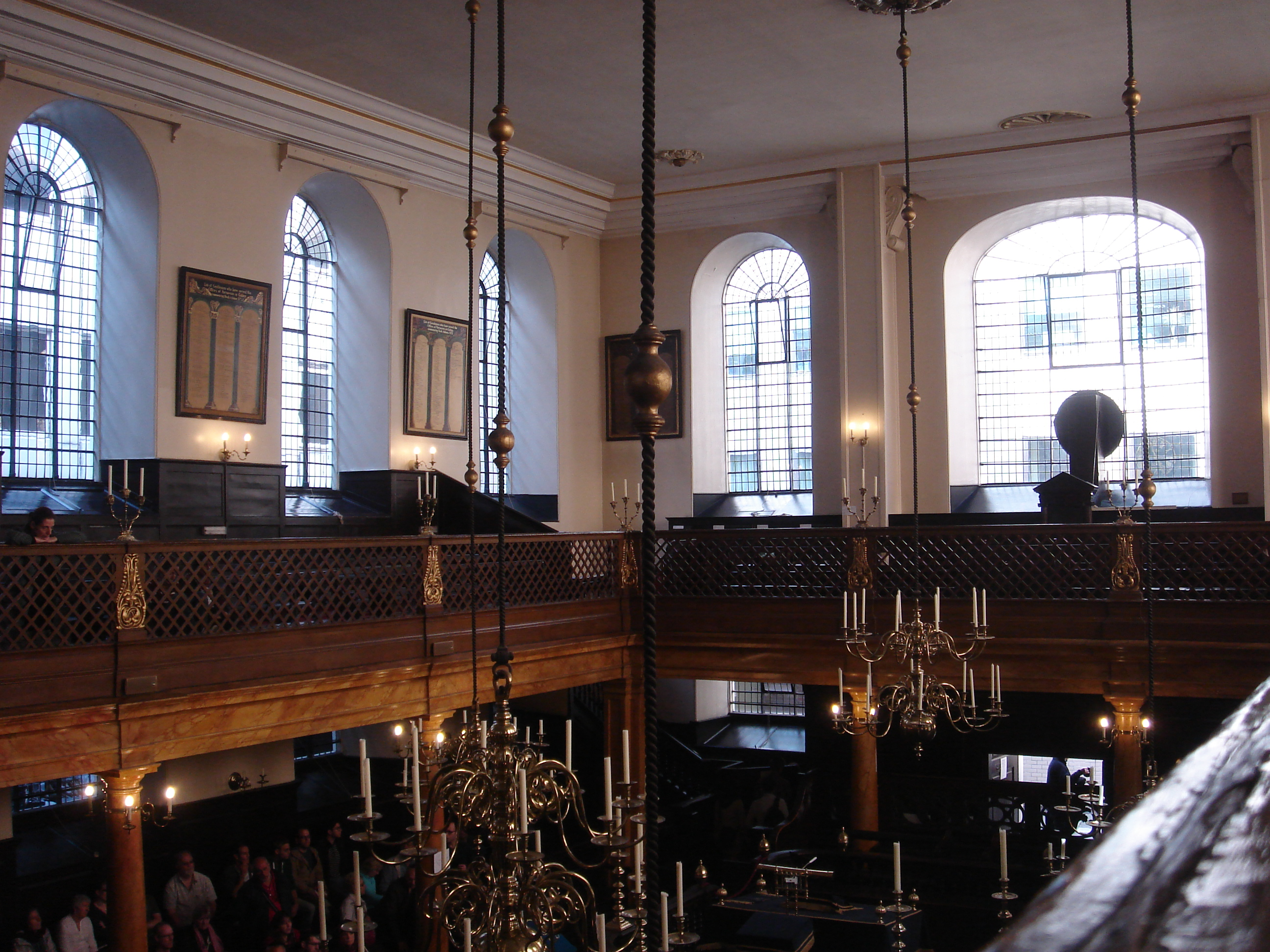
Mekhitsa